# Prototype FX-13
Prototype FX-13 est la vingt-quatrième histoire de la série Les Aventures de Buck Danny de Jean-Michel Charlier et Victor Hubinon. Elle est publiée pour la première fois dans le journal Spirou du no 1104 au no 1125. Puis est publiée sous forme d'album en 1961.

## Résumé
À peine remis (médicalement) de leur épopée himalayenne, nos héros aviateurs sont affectés au centre d'essais en vol de la marine de Patuxent River.
Une escadrille spéciale y est basée en vue de tester des appareils de combat capables de largement franchir la vitesse de Mach 2, et même d'atteindre la limite du mur de la chaleur. Dans cette catégorie de performances, deux prototypes de chasseurs bombardiers sont en concurrence pour équiper les flottilles embarquées sur les porte-avions de l'US Navy, car, pour des raisons budgétaires, un seul des compétiteurs sera retenu.
Pour constituer l'Escadrille spéciale en question, désignée "ZZ", tous les squadrons de l'aéronautique navale ont été écrémés de leurs meilleurs pilotes de jets, regroupés sous le commandement de Buck Danny, secondé bien évidemment par Tumbler et Tuckson.
Ils y retrouveront Slim Holden, une vieille connaissance, promu depuis au grade de capitaine de frégate.
Mais celui-ci est furieux car il pensait avoir obtenu la promesse de ce commandement (en même temps que son avancement en grade) et est persuadé que son éviction est due à une manigance de Danny.
Malgré cela, les vols d'essai ont lieu à une cadence infernale et très vite, le FX-13 se démarque de son concurrent par de remarquables performances ; mais aussi par une fiabilité catastrophique.
À la tête d'une fronde de la plupart des pilotes de l'escadrille, Holden prône le choix du FX-12, bien moins performant mais beaucoup plus sûr et techniquement au point, alors que Danny est persuadé que les améliorations à apporter au FX-13 justifient qu'on le retienne.
La tension monte dans l'escadrille, jusqu'à atteindre son paroxysme quand un exemplaire du FX-13 s'écrase, tuant son pilote.
L'entêtement de Buck Danny à pousser au choix d'un avion pas tout à fait au point, au point d'en être dangereux - et prêt pour cela à risquer sa réputation et sa carrière - ne met-il pas en péril l'escadrille tout entière ?
Tentant d'exploiter ce drame à son profit, M. Mac Dougall tentera de soudoyer Buck Danny afin que ce dernier ne plaide pas en faveur du FX-13.
Au même moment, au moyen d'acrobaties aériennes prohibées, Slim Holden manifestera publiquement sa révolte. L'un et l'autre seront matés, physiquement, et leur nuisance respective ainsi neutralisée.
Grâce à son énergie, son talent de persuasion, et son charisme, Buck Danny parviendra cependant à rassurer l'ensemble des pilotes, effrayés par le FX-13, et à fédérer l'escadrille autour de son projet en faveur du FX-13. Et c'est finalement le choix du FX-13 qui, in extremis, sera retenu par la commission de sélection des prototypes.

## Contexte historique
Cette aventure est basée sur un mélange des histoires de deux prototypes : celui du McDonnell XF4H-1 (le FX-12) et celui du North American YA3J-1 Vigilante (le FX-13), dont les rôles sont assez distincts : un appareil polyvalent de combat (supériorité aérienne) d'une part, et un bombardier (stratégique) d'autre part.
Au début des années 1950, la société McDonnell commença à étudier le successeur du F3H Demon sur ses fonds propres : le McDonnell Mod 98B ou F3H-3G Super Demon. L’US Navy, voulant éviter les problèmes rencontrés avec le Demon, demanda l’installation d’un réacteur Wright J65 et changea sa demande pour un avion d’attaque : le F3H-3G devint le YAH-1. Deux exemplaires du YAH-1 furent produits, l’un monoplace, l’autre biplace.
Le projet YAH-1 initial subit de nombreuses modifications — notamment le remplacement du Wright J65 par le General Electric J79 — en particulier en raison des évolutions des besoins de l'US Navy, qui ne furent vraiment fixés qu'en 1955. Re-motorisé avec le J79, sans canons et intégrant les missiles Sparrow comme armement principal, le YAH-1 fut désigné F4H-1.
Après avoir été conçu dans l'usine de Saint-Louis (Missouri) de McDonnell (pas encore MD-Douglas), le prototype XF4H-1 Phantom II vola pour la première fois le 27 mai 1958. Les prototypes furent vite utilisés pour établir de nouveaux records de performances (altitude et vitesse). Les avions de série F4H-1 (ultérieurement désignés F-4A) furent livrés à l'US Navy à partir de 1960 et firent leur première croisière sur porte-avions en 1962, avant d'effectuer leurs premières missions de combat au Viêt Nam dès 1964.
Fondé sur un projet lancé par North American sur ses fonds propres en 1953, l'A3J-1 Vigilante est un avion fin à ailes hautes, conçu pour dépasser Mach 2 en altitude.
Le prototype fit son premier vol le 31 août 1958 et dépassa le mur du son cinq jours plus tard. Le 13 décembre 1960, un A3J-1 établit un record mondial d'altitude en atteignant 27 874 mètres. L'avion fut mis en service dans l'US Navy en juin 1961 mais, dès l'année suivante, son utilisation en tant que bombardier fut abandonnée, et remplacée par celle de la reconnaissance stratégique.
Ces deux appareils n'étaient pas en concurrence (chacun étant dans une catégorie distincte). Mais, dans la réalité, le F4H Phantom II fut effectivement compétiteur d'un autre avion, le Vought XF8U-3 Crusader III, et dont il fut vainqueur.

## Personnages
Outre les trois personnages principaux de la série (Buck Danny, Jerry Tumbler et Sonny Tuckson), sont présents :
- R. Sanders (contre-amiral) commandant la base aéronavale de Patuxent River

une demi-douzaine d'officiers de marine, pilotes de l'escadrille ZZ, parmi lesquels : 
- Fred Hollman, lieutenant de vaisseau
- Slim Holden[6], devenu capitaine de frégate
- Gordon (lieutenant de vaisseau) ;

autres intervenants :
- Bill Brush (alias B.B.) ingénieur chef et directeur des essais
- M. Mac Dougall, industriel, constructeur du prototype FX-12
- Jerry Nichols, jeune ingénieur, concepteur du prototype FX-13

- Pamela Knickerboom, « fiancée » de Sonny Tuckson
- Mrs. Knickerboom, mère de Pamela

- N., amiral, inspecteur général de l'aéronautique navale de l'US Navy.

## Avions
- Mac Dougall XF-12 - Appareil fictif, inspiré du McDonnell YAH-1, projet initial du McDonnell F4H-1 Phantom II. Désigné par ce sigle une seule fois (planche X.F.8B.) l’appareil est ensuite simplement appelé "X.12" ou "X-12".
- Nichols XF-13 - Appareil fictif, inspiré du North American A3J-1 Vigilante. Désigné par ce sigle une seule fois (planche X.F.8B.) l’appareil est ensuite simplement appelé "X.13" ou "X-13". Sauf cinq fois où — conformément au titre de l’épisode — il devient "FX.13" (planche FX.13, cases A1, B1, C1 et D3) puis "F.X.13" (planche F.X.35A., case B2).
- Grumman F9F-8 Cougar
- SB2U Vindicator || Vought SB2U Vindicator
- Bücker Bü 133 Jungmeister

## Véhicules automobiles
- Buck Danny possède et conduit un coupé en:Studebaker Commander 1957 ;
- Sonny Tuckson se fait remarquer au volant d'un cabriolet Ford Deluxe Roadster de 1930 / 1931.